# Эредви (базилика)
Базилика святого Георгия в Эредви (груз. ერედვის წმინდა გიორგის ბაზილიკა) — грузинская православная церковь начала X века в селе Эредви в грузинском мхаре Шида-Картли, в настоящее время территория, где находится базилика, контролируется властями частично признанной Южной Осетии. Она была построена архитектором Тевдоре Таплайсдзе, заложившим фундамент церкви в 906 году, о чем сообщается в грузинской надписи на здании. Церковь представляет собой трёхнефную базилику, которая, несмотря на позднейшие реконструкции, в значительной степени сохранила свои оригинальные архитектурные особенности. Церковь внесена в список недвижимых памятников культуры национального значения Грузии. После российско-грузинской войны 2008 года грузины потеряли доступ к храму, а богослужениям там воспрепятствовали власти Южной Осетии.

## Расположение и статус
Базилика святого Георгия расположена в селе Эредви в долине Малой Лиахви, в 5 км к северо-западу от города Цхинвали. Деревня, чья история восходит к XIV веку, была частью Юго-Осетинской автономной области в Грузинской ССР, оставалась под грузинским контролем после войны 1991—1992 годов и была захвачена российскими и югоосетинскими силами в августе 2008 года в ходе российско-грузинской войны. Во время военных действий августа 2008 года была частично повреждена стена церкви Эредви. Согласно докладу Государственного департамента США о международной свободе вероисповедания за 2014 год власти Южной Осетии не разрешали проводить богослужения в грузинских православных церквях, таких как Эредви. В 2017 году южноосетинские власти при поддержке России полностью снесли практически разрушенное село Эредви, лишённое этнического грузинского населения. По сообщениям южноосетинских СМИ и местного видеоблогера базилика Эредви осталась нетронутой.
Базилика Эредви была включена в список недвижимых памятников культуры национального значения Грузии в 2007 году. Она находится под охраной как часть музея-заповедника «Большая Лиахвская долина», администрация которого после войны 2008 года базируется в Верхвеби, районе города Гори, и занимается сбором информации о культурных памятниках Южной Осетии, оставшихся вне контроля Грузии.

## История и архитектура
Базилика Эредви входит в комплекс разрушенной крепости, которая состоит из вала, имеющего форму неправильного прямоугольника, и двух башен к северо-западу от него. Башни, одна из которых лежит в руинах, а другая возвышается на три этажа, датируются XIII—XIV веком. Крепостной вал был реконструирован в XVIII веке. К тому времени и крепость, и церковь находились во владении князей Павленишвили. Церковь считалась «чудотворной», по сообщению князя Вахушти Багратиони, и была описана французским Географическим универсальным словарём (фр. Dictionnaire géographique universel) 1826 года как место ежегодного паломничества.
Базилика, занимающая площадь в 13 на 21 метр, была построена из тёсаного камня и покрыта черепицей. Она имеет видоизменённую трёхнефную конструкцию, характерную для раннесредневековой грузинской архитектуры и определённую искусствоведом Георгием Чубинашвили как «трёхцерковная базилика». К подобному типу относится ряд церквей, в которых неф полностью отделён от других нефов сплошными стенами, образуя тем самым три почти независимые друг от друга церкви.
Деамбулаторий в Эредви окружает церковь со всех четырёх сторон, включая восточный фасад. Особенность, необычная для церквей этого типа и того времени, которые обычно обладали деамбулаторием, окружавшим храм с трёх сторон. Главный неф разделен рельефными пилястрами на две почти равные части. Свод над средним нефом поддерживается арками. Свод полукруглой апсиды — двухъярусный и немного подковообразный. Сама апсида находится ниже, чем центральная камера. Вход в церковь расположен с южной стороны, дополнительный — с западной. Окна и двери базилики украшены резными каменными заставками и крестами.

## Надпись
Базилика Эредви содержит гравированную надпись, выполненную средневековом грузинском шрифтом «асомтаврули», размещённую в верхней части круглой колонны на южной стене. В ней упоминается имя архитектора Тевдоре Таплайсдзе и 906 год, как дата закладки фундамента церкви. В тексте также упоминаются мирские и духовные сановники того времени, такие как царь Абхазии Константин III, который недавно отвоевал обширную область Картли у её багратидских правителей, Иване Тбели, представителя княжеского рода Тбели, и епископ Никозийский Стефан, покровитель церкви. Далее надпись повествует о победоносной кампании Константина против еретиков и о том, как он разрушил крепость Веджини в этой стране.